# Blitzar
In astronomia, i blitzar sono un tipo ipotetico di stella di neutroni, in particolare le pulsar che possono collassare rapidamente in buchi neri se la loro rotazione rallenta. Heino Falcke e Luciano Rezzolla hanno proposto queste stelle nel 2013 come spiegazione per i lampi radio veloci.

## Panoramica
Si pensa che queste stelle, se esistono, partano da una stella di neutroni con una massa che le farebbe collassare in un buco nero se non girasse rapidamente. Invece, la stella di neutroni gira abbastanza velocemente cosicché la sua forza centrifuga supera la forza di gravità. Questo rende la stella di neutroni una pulsar tipica, ma condannata, il cui forte campo magnetico irradia energia e rallenta la sua rotazione.
Alla fine la forza centrifuga che si indebolisce non è più in grado di impedire alla pulsar di collassare in un buco nero. In quel momento, parte del campo magnetico della pulsar all'esterno del buco nero viene improvvisamente tagliato fuori dalla sua sorgente scomparsa. Questa energia magnetica viene immediatamente trasformata in una raffica di energia radio ad ampio spettro. A partire da gennaio 2015, sette eventi radio rilevati finora potrebbero rappresentare tali possibili collassi; si prevede che si verifichino ogni 10 secondi all'interno dell'universo osservabile.
Se esistono, i blitzar possono offrire un nuovo modo per osservare i dettagli della formazione di un buco nero.